# Esad Ribić
Esad T. Ribić (Zagabria, 10 novembre 1972) è un fumettista croato. Noto principalmente per i suoi lavori per la Marvel Comics, tra i quali le miniserie Loki, Silver Surfer: Requiem e Sub-Mariner: Abissi e le serie regolari di Thor e X-Men.

## Carriera
Inizia la sua carriera negli anni novanta, disegnando strisce e illustrazioni per alcune riviste croate e tedesche. Viene poi ingaggiato dalla Antartic Press nel 1996 e dalla Vertigo nel 2000. Più tardi, nello stesso anno, esordisce in Marvel disegnando i numeri 5 e 6 della miniserie X-Men: Figli dell'atomo, scritta da Joe Casey. Nel 2013 diviene disegnatore della testata Thor: God of Thunder scritta da Jason Aaron. Nel 2014 gli vengono affidati i disegni dell'evento Marvel Secret Wars su testi di Jonathan Hickman. Nel 2019 torna a collaborare nuovamente con Aaron sul personaggio di Thor con la miniserie King Thor e realizza come autore completo un one-shot di Conan, personaggio creato da Robert E. Howard: Conan the Barbarian: Exodus. Per Image Comics disegna la serie VS su testi di Ivan Brandon. Nel 2020 viene annunciato come illustratore della maxiserie Eternals, scritta da Kieron Gillen.

## Stile di disegno
Ribić è conosciuto nell'ambito fumettistico per il suo stile fotorealistico e l'abilità nel disegno digitale. Tra le sue influenze artistiche ci sono Raffaello, Michelangelo, Leonardo da Vinci e Rembrandt.

## Opere

### Antartic Press
- Code Name: Scorpio nn. 1-4 (con Miljenko Horvatić, 1996–1997)
- Shotgun Mary: "Son of the Beast" (con Miljenko Horvatić, one-shot, 1997)
- Warrior Nun: Frenzy nn. 1-2 (con Miljenko Horvatić, 1998)

### Vertigo
- Strange Adventures n. 4 (con Brian Azzarello, 2000)
- Four Horsemen nn. 1-4 (con Robert Rodi, 2000)
- Flinch n. 12 (con Scott Cunningham, 2000)

### Marvel Comics
- X-Men: Children of the Atom nn. 5-6 (con Joe Casey, 2000)
- Uncanny X-Men Annual '00 (con Scott Lobdell e Fiona Avery, 2000)
- Cable nn.86 (con Robert Weinberg, 2000)
- The Brotherhood nn. 1-3 (con X, 2001)
- Ultimate X-Men nn. 13-14 (con Chuck Austen, 2002)
- Loki nn. 1-4 (con Robert Rodi, 2004)
- Silver Surfer: Requiem nn. 1-4 (con J. Michael Straczynski, 2007)
- Sub-Mariner: The Depths nn. 1-5 (con Peter Milligan, 2008–2009)
- Dark Reign: La lista - Wolverine (con Jason Aaron, one-shot, 2009)
- X-Men: Secondo avvento n. 2 (con Mike Carey, 2010)
- Uncanny X-Force nn. 5-7 (con Rick Remender, 2011)
- Ultimate Comics: The Ultimates nn. 1-9 (con Jonathan Hickman, 2012)
- Thor: God of Thunder nn. 1-25 (con Jason Aaron, 2013-2014)
- X-Men: Battaglia dell'atomo n. 2: "Chapter 10" (con Jason Aaron, Brian Michael Bendis, Brian Wood, e altri artisti, 2013)
- The Avengers vol. 5, n. 24: "Rogue Planet" (con Jonathan Hickman, Mike Deodato Jr., Jackson Guice e Salvador Larroca, 2014)
- Secret Wars III nn. 1-12 (con Jonathan Hickman, 2015–2016)

### Copertine
- Wolverine vol. 2, nn. 181-189 (2002–2003)
- Wolverine vol. 3, nn. 1-6 (2003)
- Kingpin nn. 1-3 (2003)
- Black Panther nn. 1-2, 20 (2005–2006)
- Toxin n. 1 (2005)
- House of M nn. 1-8 (2005)
- Ghost Rider n. 1 (2005)
- The Silver Surfer Omnibus HC (2007)
- Moon Knight nn. 11-12 (2007)
- Daredevil nn. 501-504 (2009–2010)
- X-Factor n. 200 (2010)
- Thor v1 n. 609 (2010)
- The Amazing Spider-Man nn. 636, 688 (2010–2012)
- Uncanny X-Force nn. 1-4, 8-18 (2010–2012)
- Astonishing Thor n. 1 (2010)
- John Carter: The World of Mars n. 1 (2011)
- Avengers vs. X-Men n. 7 (2012)
- Wolverine vol. 1, n. 309 (2012)
- Untold Tales of Punisher MAX n. 3 (2012)
- Thor: God of Thunder nn. 6, 12, 16-18 (2013–2014)
- The Avengers vol. 5, nn. 1-2 (2013)
- Cable and X-Force n. 15 (2013)
- Thor vol. 4, nn. 1-2 (2014–2015)